# Naruto (sezonul 5)
Naruto Sezonul 5 (2006-2007)
Episoadele din sezonul cinci al seriei anime Naruto se bazează pe partea întâi a seriei manga Naruto de Masashi Kishimoto. Sezonul cinci din Naruto, serie de anime, este regizat de Hayato Date și produs de Studioul Pierrot și TV Tokyo și a început să fie difuzat pe data de 24 mai 2006 la TV Tokyo și s-a încheiat la data de 8 februarie 2008.
Episoadele din sezonul cinci al seriei anime Naruto fac referire la îndeplinirea misiunilor din Satul Frunzei, până când Naruto Uzumaki pleacă împreună cu Jiraiya pentru a se antrena în întreaga lume.

## Lista episoadelor
| Nr. în serie | Nr. în sezon | Titlu                                                               | Apariție           |
| ------------ | ------------ | ------------------------------------------------------------------- | ------------------ |
| 186          | 1            | „Amuzantul Shino”                                                   | 24 mai 2006        |
| 187          | 2            | „Deschidere pentru business! Serviciul de mișcare al frunzei”       | 31 mai 2006        |
| 188          | 3            | „Misterul țelului comercianților”                                   | 7 iunie 2006       |
| 189          | 4            | „Stocul nelimitat al uneltelor ninja”                               | 14 iunie 2006      |
| 190          | 5            | „Byakuganul vede locul nevăzut”                                     | 21 iunie 2006      |
| 191          | 6            | „Prevedere: Moarte! Înnorat cu șansă de soare”                      | 28 iunie 2006      |
| 192          | 7            | „Ino țipă! Paradis bucălat!”                                        | 5 iulie 2006       |
| 193          | 8            | „Chemarea viva dojo! Tinerețea este toată pentru pasiune!”          | 12 iulie 2006      |
| 194          | 9            | „Blestemul misterios al castelului hălăduit”                        | 19 iulie 2006      |
| 195          | 10           | „A treia super-bestie!”                                             | 26 iulie 2006      |
| 196          | 11           | „Confruntarea sângelui aprins: Student vs. sensei”                  | 9 august 2006      |
| 197          | 12           | „Criză! Încrețitura frunzei ascunse 11!”                            | 16 august 2006     |
| 198          | 13           | „ANBU merge înainte? Amintirea lui Naruto”                          | 23 august 2006     |
| 199          | 14           | „Sarcina nereușită”                                                 | 30 august 2006     |
| 200          | 15           | „Ajutorul puternic”                                                 | 13 septembrie 2006 |
| 201          | 16           | „Trape multiple! Numărare în ordine descrescătoare spre distrugere” | 20 septembrie 2006 |
| 202          | 17           | „Top 5 bătălii ninja”                                               | 27 septembrie 2006 |
| 203          | 18           | „Decizia lui Kurenai, Echipa 8 este lăsată în urmă”                 | 5 octombrie 2006   |
| 204          | 19           | „Puterea sigilată a lui Yakumo”                                     | 5 octombrie 2006   |
| 205          | 20           | „Misiunea secretă a lui Kurenai: Făgăduința cu Al Treilea Hokage”   | 5 octombrie 2006   |
| 206          | 21           | „Genjutsu sau realitate?”                                           | 19 octombrie 2006  |
| 207          | 22           | „Presupusa abilitate sigilată”                                      | 26 octombrie 2006  |
| 208          | 23           | „Povara câștigării artefactului!”                                   | 2 noiembrie 2006   |
| 209          | 24           | „Inamicul: Retragerile ninja”                                       | 9 noiembrie 2006   |
| 210          | 25           | „Pădurea tulburată”                                                 | 16 noiembrie 2006  |
| 211          | 26           | „Amintirea văpaielor”                                               | 30 noiembrie 2006  |
| 212          | 27           | „La fiecare proprie cale”                                           | 7 decembrie 2006   |
| 213          | 28           | „Memorii dispărute”                                                 | 14 decembrie 2006  |
| 214          | 29           | „Aducerea înapoi la realitate”                                      | 21 decembrie 2006  |
| 215          | 30           | „Un trecut să fie șters din memorie”                                | 21 decembrie 2006  |
| 216          | 31           | „Țelul Shukaku”                                                     | 11 ianuarie 2007   |
| 217          | 32           | „Alianța nisip cu shinobi frunză”                                   | 18 ianuarie 2007   |
| 218          | 33           | „Contraatacul!”                                                     | 25 ianuarie 2007   |
| 219          | 34           | „Arma finală a renăscut”                                            | 1 februarie 2007   |
| 220          | 35           | „Plecarea”                                                          | 8 februarie 2007   |